# شركة تطبيقات العلوم الدولية
شركة تطبيقات العلوم الدولية (Science Applications International Corporation (SAIC)) هي شركة أمريكية يقع مقرها الرئيسي في ريستون ، فيرجينيا  والتي تقدم خدمات حكومية ودعمًا في مجال تكنولوجيا المعلومات.

## روابط خارجية
- الموقع الرسمي